# Соснові насадження (квартал 22, виділ 1)
«Соснові насадження» — ботанічна пам'ятка природи місцевого значення. 
Пам’ятка розташовується на землях Феневицького лісництва ДП «Іванківське лісове господарство» – квартал 22, виділ 1. Знаходиться коло села Коленці, обабіч дороги на Іванків. Оголошено рішенням виконкому Київської обласної Ради трудящих від 28 лютого 1972 р. № 118.
Пам’ятка продставлена ділянками природного соснового лісу високої продуктивності віком понад 126 років.

## Світлини

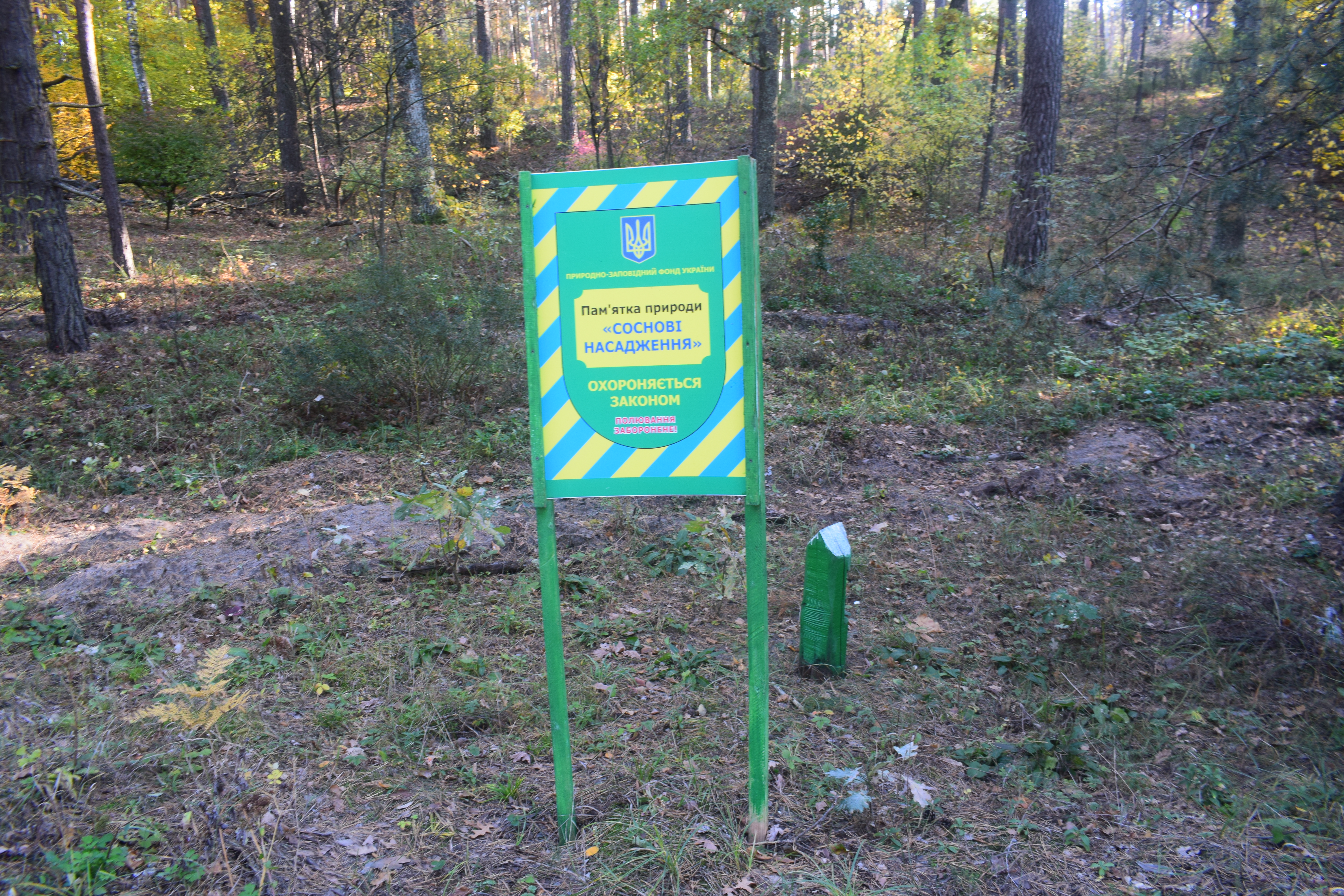
Табличка
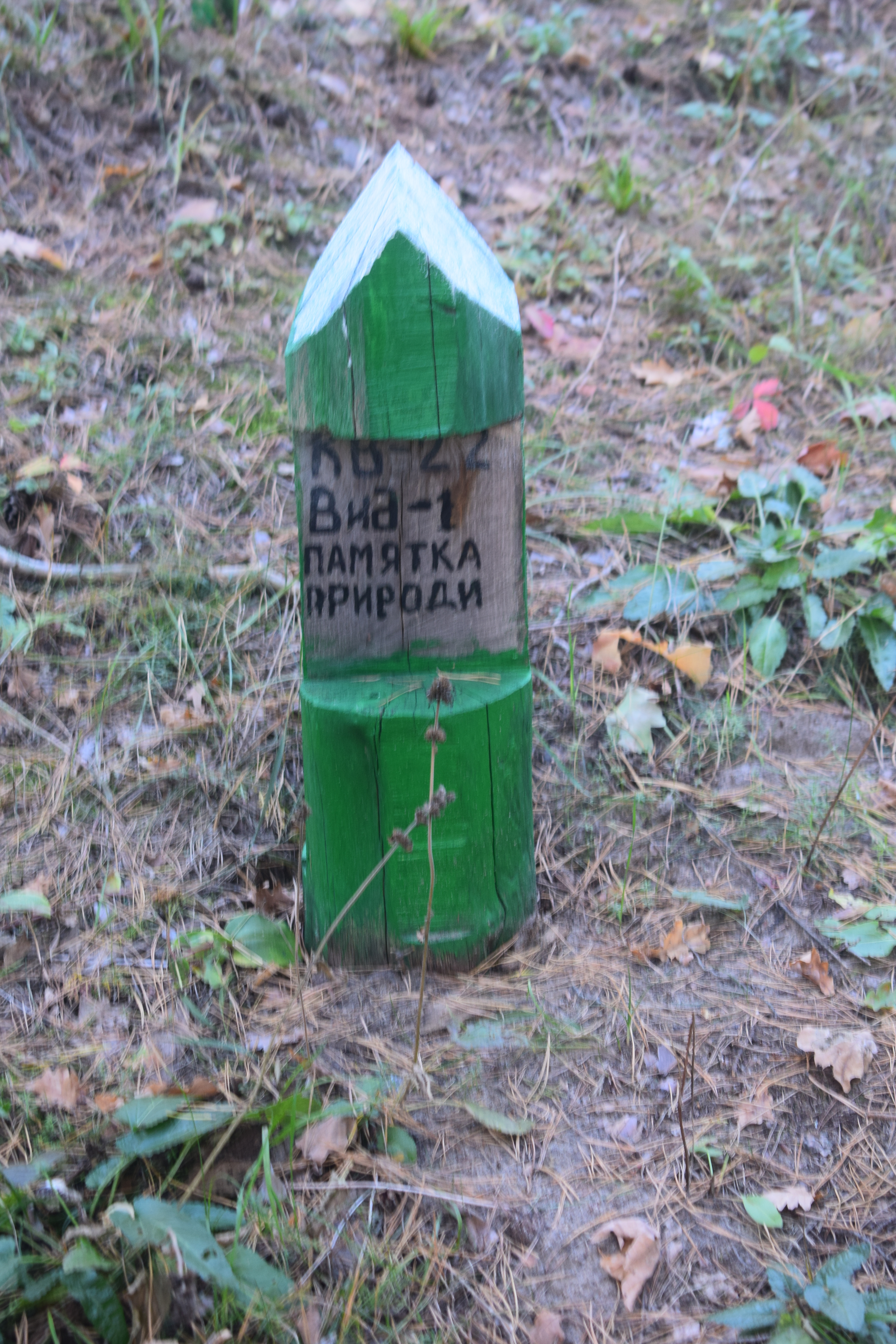
Стовпчик
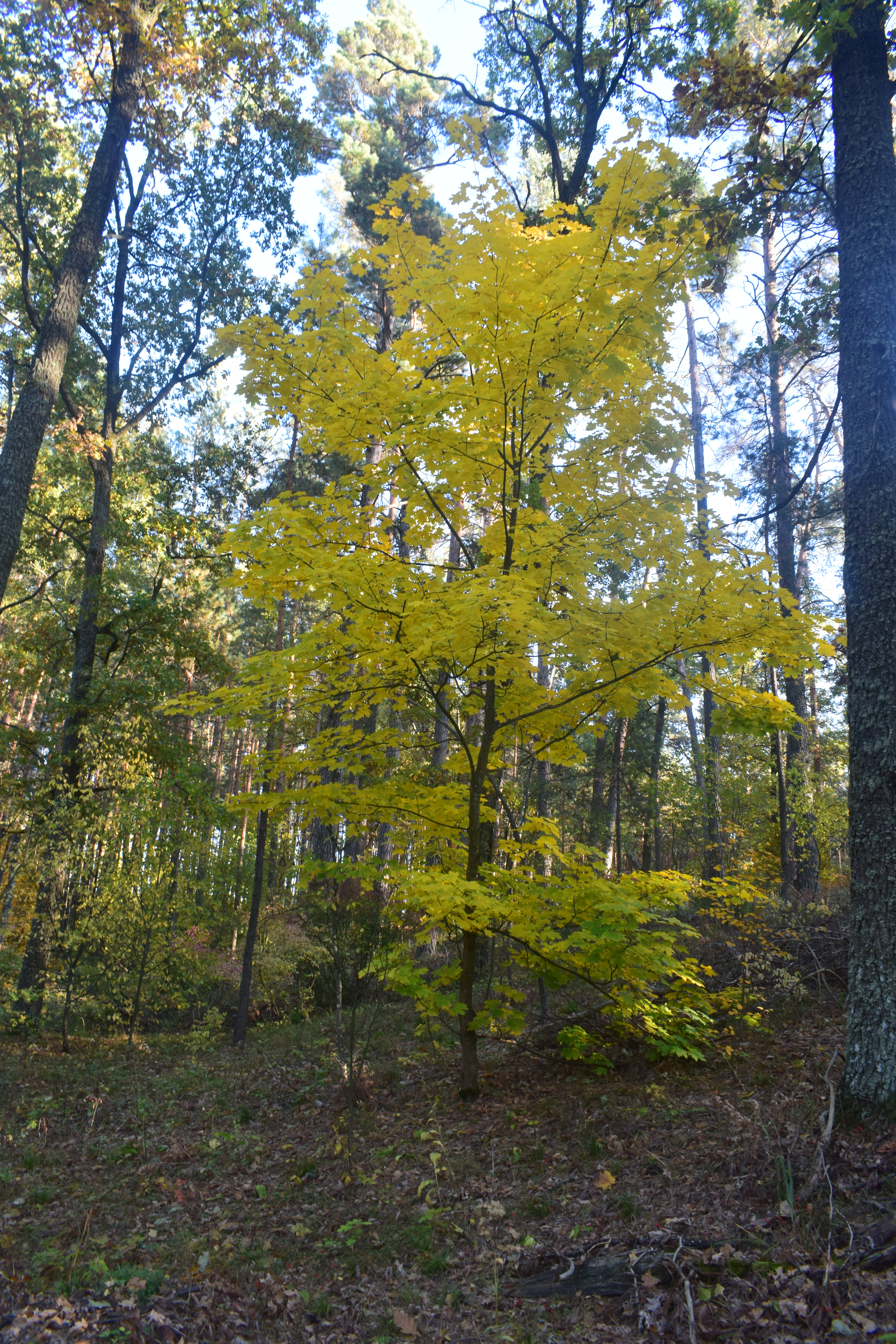
Клен звичайний
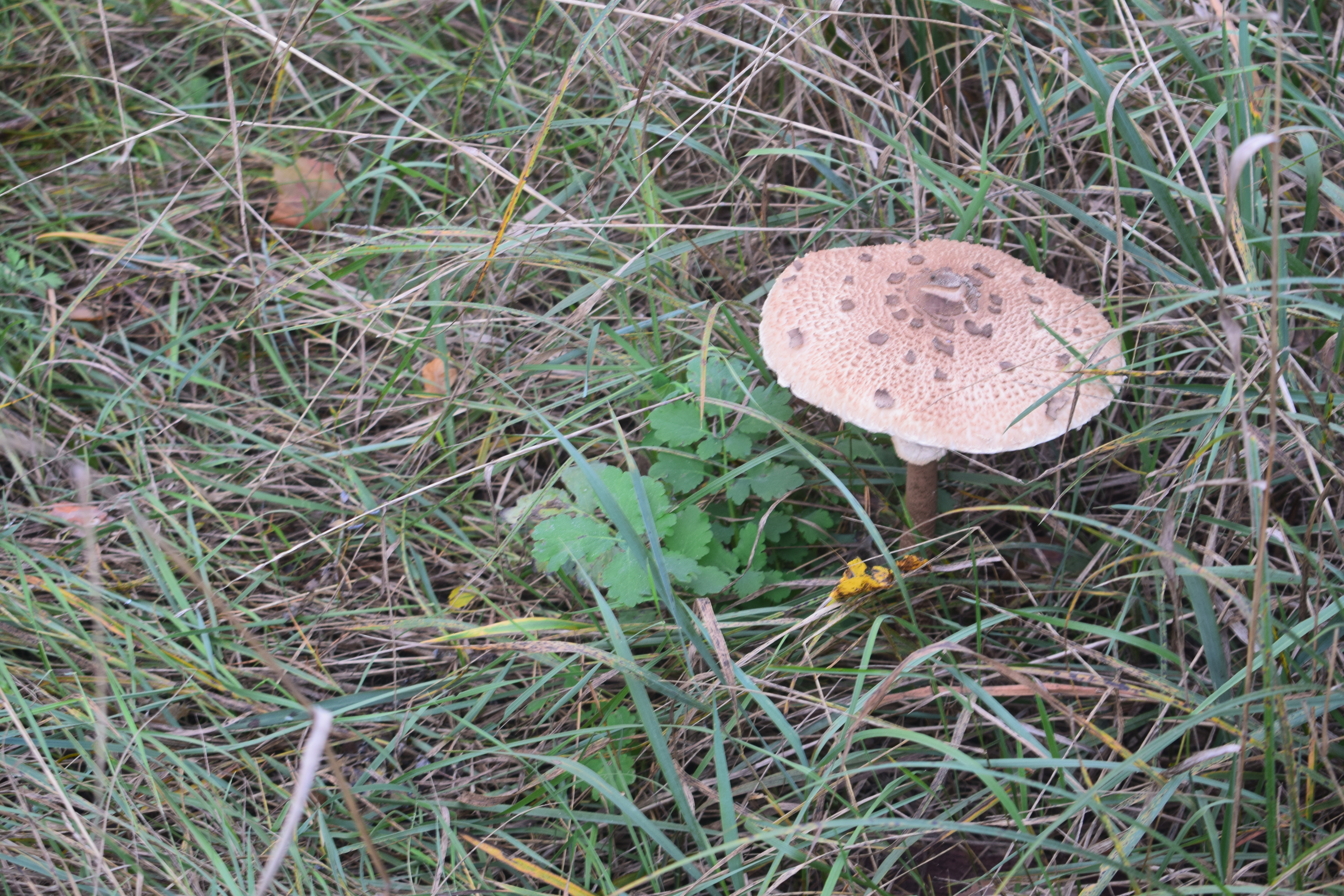
Гриб-зонтик великий